# Colburn, Chippewa County, Wisconsin
Colburn är en ort i Chippewa County i delstaten Wisconsin, USA.